# 李宏謨
李宏謨，號仲達，河南祥符縣（今河南省開封市），清朝政治人物、進士出身。

## 生平
咸豐六年，登進士，授庶吉士，后擔任兵部郎中。同治八年，擔任浙江道御史，巡視北城、東城，后任順天府府丞。